# Friedrich Wilhelm Schulz

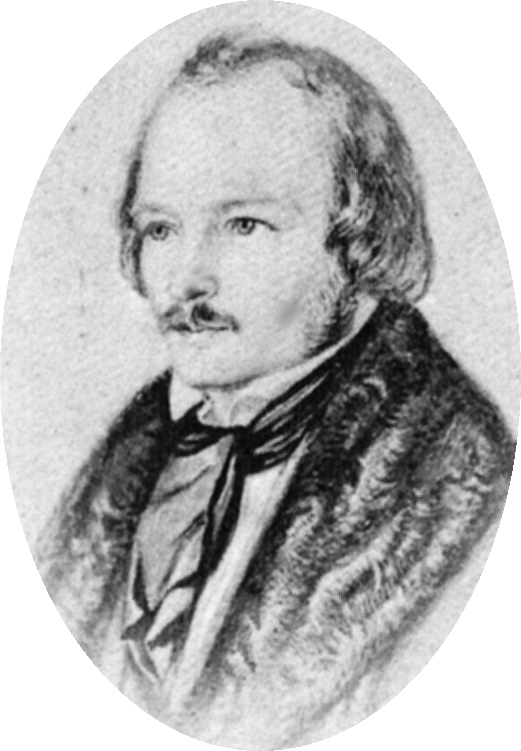
Wilhelm Schulz um 1820. Bleistiftzeichnung eines unbekannten Künstlers.

Friedrich Wilhelm Schulz (meist Wilhelm Schulz, nach zweiter Heirat Wilhelm Schulz-Bodmer, * 13. März 1797 in Darmstadt, Landgrafschaft Hessen-Darmstadt; † 9. Januar 1860 in Hottingen, Schweiz) war ein hessischer Offizier und deutscher radikaldemokratischer Publizist. Als Demagoge verurteilt, entfloh er 1834 aus der Haft, emigrierte in die Schweiz und wirkte von dort aus als freier politischer Schriftsteller. Im Jahr 1848 in die Frankfurter Nationalversammlung gewählt, gehörte er zur Linken. Sein bekanntestes Werk ist Der Tod des Pfarrers Friedrich Ludwig Weidig.

## Leben

### Jugend und Militärlaufbahn
Wilhelm Schulz kam aus einer evangelisch-lutherischen Beamtenfamilie in hessisch-darmstädtischen Diensten. Sein Großvater Wilhelm Friedrich Ernst (1713–1786) und sein Vater Johann Ludwig Adolf (1753–1823) hatten mehrfach gegen Willkürakte der landgräflichen Verwaltung protestiert und waren dafür gemaßregelt worden. Der Gymnasiast Schulz opponierte gegen die Standesvorurteile seiner Lehrer und wurde dafür trotz guter Leistungen zum Schuljahrwechsel 1811 nicht versetzt. So beschloss der Vierzehnjährige, Soldat zu werden, und bewarb sich mit Unterstützung seines Vaters um die Aufnahme ins Leibregiment des Landesherrn.
Hessen-Darmstadt, inzwischen von Napoleon zum Großherzogtum erhoben, gehörte dem Rheinbund an und seine Truppen standen auf der Seite Frankreichs. 1813 hatte der sechzehnjährige Leutnant Schulz bereits in drei Schlachten gekämpft, zuletzt in der Völkerschlacht bei Leipzig, wo ihn ein französischer Kamerad beim Rückzug über die Elster vor dem Ertrinken rettete. Nach dem Frontwechsel des Rheinbundes nahm er auf preußisch-österreichisch-russischer Seite bis zur endgültigen Niederlage Frankreichs 1815 an zwei weiteren Feldzügen teil.

### Politische Agitation und erster Hochverratsprozess
Zwischen den Feldzügen wurde Schulz vom aktiven Dienst beurlaubt und zu mathematischen und militärwissenschaftlichen Studien an die Universität Gießen abkommandiert. 1814 trat er dort über die „Teutsche Lesegesellschaft“ mit den Gebrüdern Karl und Adolf Ludwig Follen in Verbindung, um die sich damals die „Gießener Schwarzen“ sammelten, Keimzelle der entstehenden Burschenschaftsbewegung. Er wurde 1816 Mitglied des Gießener Germanenbundes und später, 1821, schloss er sich der Burschenschaft Germania Gießen an.
Zurück in der Garnison, schloss sich Schulz dem Kreis um die Darmstädter Rechtsanwälte Heinrich Karl Hofmann und Theodor Reh an, dem oppositionelle Handwerker, Arbeiter, Studenten und Offiziere angehörten. Anders als die radikalen Burschenschafter setzen die „Darmstädter Schwarzen“ nicht auf Umsturz durch eine Elite überzeugter Revolutionäre, sondern wandten sich ans Volk. Sie forderten für das Großherzogtum Hessen eine ausgehandelte Verfassung mit Volksrepräsentation. Im Kampf um die Verfassung des Großherzogtums Hessen riefen sie Bürger und Bauern schließlich zum Widerstand, auch durch Steuerverweigerung, auf und waren damit 1820 letztendlich erfolgreich. Im Zuge dieser Auseinandersetzung veröffentlichte Schulz 1819 anonym das Frag- und Antwortbüchlein über allerlei, was im deutschen Vaterland besonders Not tut. Die Flugschrift, Vorläuferin des Hessischen Landboten, war in der Form eines Katechismus abgefasst:
„Wird denn ein Kaiser, König, Fürst, oder wie sonst die höchste Obrigkeit heißt, auch vom Volk bezahlt und erhalten?“
„Ja. Sie sind weiter nichts als die obersten Diener und Beamten des Volks und sollen so viel bekommen, dass sie in Ehren leben können und als sie verdienen, aber nicht mehr. So lange aber noch ein Bürger- und Bauersmann Hunger und Kummer leiden muss, ist es gar unrecht, wenn Fürsten-Schmarotzer, Komödianten, Huren, Pferde und Hunde füttern dürfen, Jagden und Schmausereien geben und vom Schweiß des Landes prassen und schwelgen.“
Das Frag- und Antwortbüchlein fand in den Staaten des Deutschen Bundes weite Verbreitung und ging 1819 während des Bauernaufstands im Odenwald von Hand zu Hand. Als nach der Ermordung August von Kotzebues durch den Burschenschafter Karl Ludwig Sand die Demagogenverfolgung einsetzte, wurde Schulz als Autor der Schrift ermittelt, verhaftet und nach einjähriger Untersuchungshaft des Hochverrats angeklagt. Da das Militärgericht wegen der 1820 neu erlassenen hessischen Verfassung Milde walten ließ, endete sein hinter verschlossenen Türen geführter Prozess mit einem Freispruch. Das Mobbing, das der erzkonservative Prinz Prinz Emil, jüngster Sohn des Großherzogs, nach dieser Entscheidung im Offizierskorps organisierte, bewog Schulz jedoch dazu, seinen Abschied einzureichen.

### Jurastudium, Berufsverbot und Tätigkeit als Journalist
Nach der Entlassung aus dem Militärdienst studierte Schulz in Gießen Rechtswissenschaft und legte 1823 das juristische Fakultätsexamen ab. Doch die hessischen Behörden verweigerten ihm die Zulassung bei Gericht, was einem Verbot gleichkam, den angestrebten Beruf als Advokat auszuüben.
Zwischen 1825 und 1831 arbeitete Schulz als Korrespondent und Übersetzer für Johann Friedrich Cottas Hesperus. Encyclopädische Zeitschrift für gebildete Leser. Mit der dort veröffentlichten Artikelserie Irrtümer und Wahrheiten aus den ersten Jahren nach dem letzten Kriege gegen Napoleon und die Franzosen distanzierte er sich von der politischen Romantik der Burschenschaften und ihrem „überdeutschen Nationalstolz, in den man sich für kurze Zeit selbst bis zur Verachtung der anderen Völker hineinphantasiert hatte“. Er ging sogar so weit, die Karlsbader Beschlüsse gut zu heißen, was er später bereute, da es ihm zwar eine lobende Erwähnung in Goethes Tagebuch einbrachte, jedoch die Freundschaft mit seinem Mitkämpfer Heinrich Karl Hofmann kostete, der von der „unbegreiflichen Verirrung eines Mannes von solchem Geist und solchem Herzen“ schrieb.
1828 gründete Schulz zusammen mit dem liberalen Rechtsanwalt Karl Buchner in Darmstadt das Montagsblatt für Freunde gebildeter Unterhaltung. In der wenig später fehlgeschlagenen Hoffnung, eine materielle Existenz darauf zu gründen, heiratete er nach neunjähriger Verlobung Caroline Sartorius, die Cousine des „Darmstädter Schwarzen“ Christian Sartorius.

### Politische Publizistik, zweiter Hochverratsprozess und Flucht aus dem Kerker
Als 1830 nach der französischen Julirevolution in Deutschland das politische Leben wieder in Bewegung kam, wirkte Schulz an verschiedenen Zeitungsprojekten Cottas mit, die ihn vorübergehend nach Augsburg, München, Stuttgart und Karlsruhe führten. Als Mitarbeiter an den von Friedrich Wilhelm August Murhard begründeten und von Cotta verlegten Allgemeinen Politischen Annalen befreundete Schulz sich mit den badischen Liberalen Karl von Rotteck und Carl Theodor Welcker. In München lernte er Johann Georg August Wirth kennen und lieferte Beiträge zu dessen Deutscher Tribüne. Ende 1831 reichte er an der Universität Erlangen seine Dissertation Über das zeitgemäße Verhältnis der Statistik zur Politik ein. Im Januar 1832 machte Cotta den frischgebackenen doctor juris zum Chefredakteur des Hesperus, entließ ihn aber noch im selben Monat, als Schulz die Zeitschrift zur politischen Tageszeitung und zum liberalen Kampforgan umzuwandeln versuchte. Das Ehepaar Schulz wurde aus Württemberg ausgewiesen.

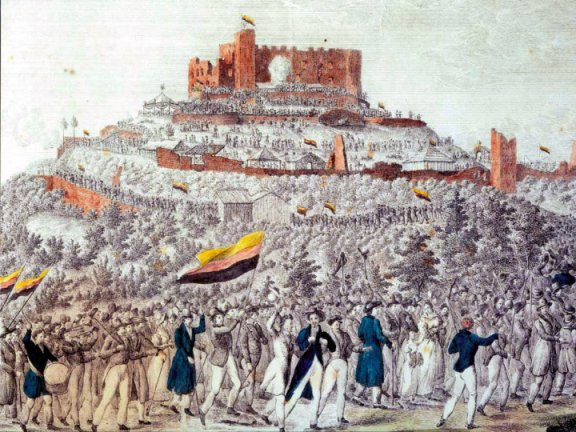
Schulz war einer der Teilnehmer des Hambacher Festes

Zur Abwehr der verschärften Zensur, die mit polizeilicher Verfolgung und militärischer Unterdrückung einherging, gründeten August Wirth, Philipp Jakob Siebenpfeiffer und Friedrich Schüler Anfang 1832 den Deutschen Preß- und Vaterlandsverein. Die politische Protestbewegung erreichte breite Bevölkerungsschichten und erhob ihre Forderungen in zahlreichen Massenkundgebungen. Im Mai nahm Schulz am Hambacher Fest teil, im Juni trat er beim Fest in Wilhelmsbad als Redner auf. Als der Bundestag am 28. Juni weitere Volksfeste und das Tragen von Schwarz-Rot-Gold verbot, verfasste er im Auftrag des Preß- und Vaterlandsvereins die Flugschrift Das Recht des deutschen Volkes und die Beschlüsse des Bundestags, in welcher er zur Wahl oppositioneller Abgeordneter in die Landtage, zur Steuerverweigerung und Volksbewaffnung aufrief. Diese Schrift wurde sofort verboten. Dasselbe geschah mit weiteren Flugschriften aus seiner Feder und mit der zweimal wöchentlich erscheinenden Zeitung Der deutsche Volksbote, die er 1833 zusammen mit Karl Buchner in Offenbach am Main herausgab. Sein unter vollem Namen erschienenes Hauptwerk aus dieser Zeit, Deutschlands Einheit durch Nationalrepräsentation, Rotteck und Welcker gewidmet, wurde nur in Preußen und Württemberg verboten, diente jedoch im nachfolgenden Prozess gegen ihn als Beweismittel. Schulz’ Biograf Walter Grab bemerkt zu dieser Schrift: „Es gibt kaum eine zweite politische Prognose eines Zeitgenossen, die dermaßen präzise die Ereignisse von 1848 in Frankreich und Deutschland voraussagte.“.
Im Herbst 1833, ein halbes Jahr nach dem Frankfurter Wachensturm, war für die hessische Justizbehörde die Zeit gekommen, Schulz verhaften zu lassen und ihm den Prozess zu machen. Seine Verteidiger August Emmerling und Theodor Reh konnten nicht verhindern, dass er als Zivilist vor ein nicht-öffentliches Militärtribunal gestellt und am 18. Juni 1834 „wegen fortgesetzten Versuchs des Verbrechens einer gewaltsamen Veränderung der Staatsverfassung“ zu fünfjährigem strengen Festungsarrest verurteilt wurde. Gleich nach Antritt seiner Strafe auf der Festung Babenhausen schmiedete er mit seiner Frau Ausbruchspläne. Caroline Schulz verschaffte ihm Werkzeug und Verbindungen. Der Ausbruch gelang auf abenteuerliche Weise in der Nacht vom 30. auf den 31. Dezember 1834. Zu Neujahr befand sich Schulz bereits im Elsass in vorläufiger Sicherheit. Er beschrieb seine Flucht 12 Jahre später im Briefwechsel eines Staatsgefangenen mit seiner Befreierin.

### Erstes Exil in Straßburg und Zürich
Wiedervereint in Straßburg schloss das Ehepaar Schulz Freundschaft mit dem Dichter Georg Büchner, der steckbrieflich als Mitverfasser des Hessischen Landboten gesucht wurde. Da die Stadt kein sicheres Asyl bot, bewarb sich Schulz um eine Lehrberechtigung an der von den siegreichen Zürcher Liberalen neu gegründeten Universität. Büchner folgte seinem Beispiel, und ab Herbst 1836 wohnten die Freunde, nunmehr Kollegen, Tür an Tür in der Zürcher Spiegelgasse 12. Als Büchner wenige Monate später schwer erkrankte, pflegte ihn das Ehepaar Schulz bis zu seinem Tode am 19. Februar 1837. Schulz’ Erinnerungen an Büchner gelten heute als eine der Hauptquellen für das letzte Lebensjahr des Dichters.

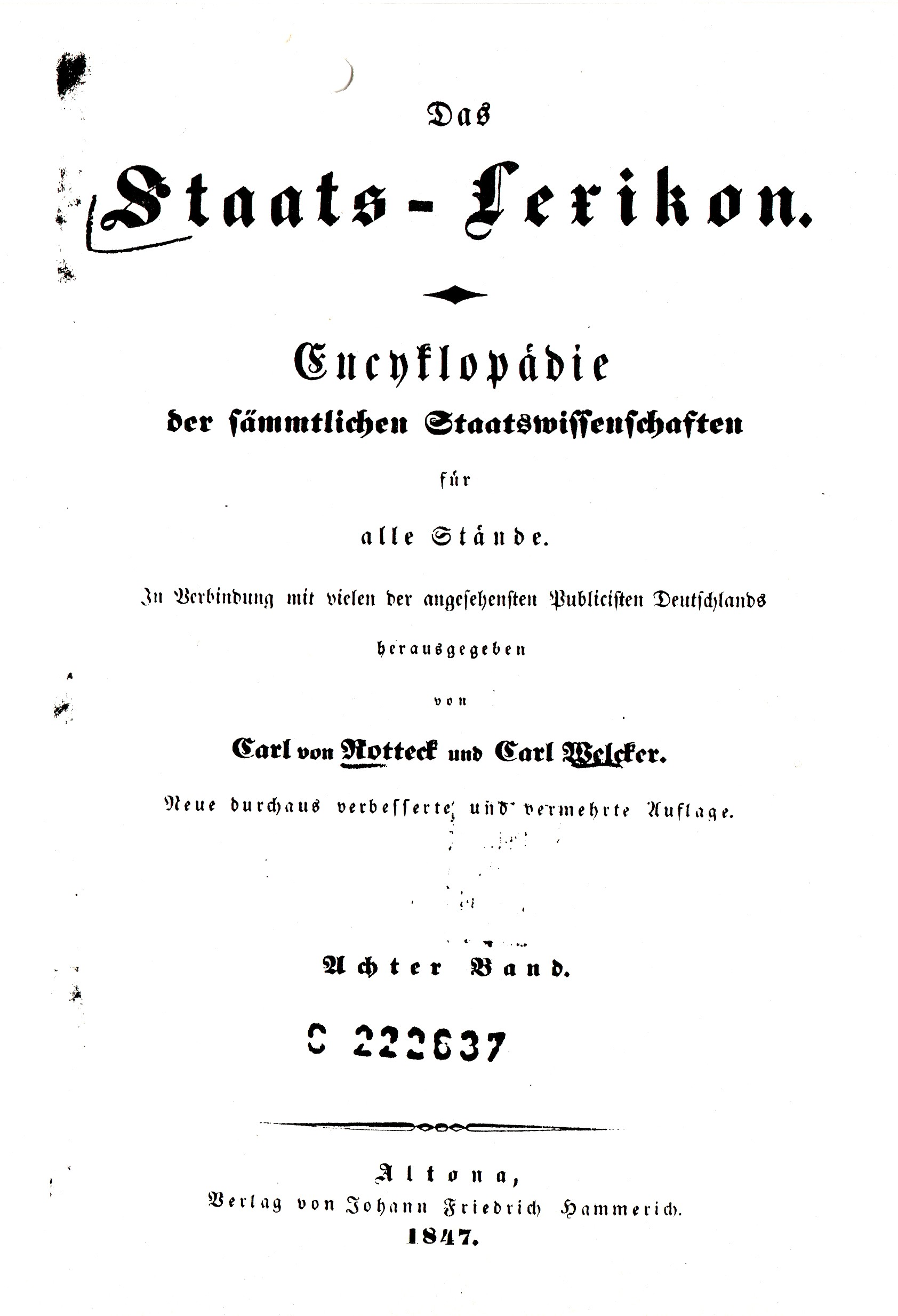
Friedrich Wilhelm Schulz war einer der Autoren des Rotteck-Welckerschen Staatslexikons

In den ersten Jahren seines Schweizer Exils befasste sich Schulz mit Nationalökonomie, Statistik und den politischen Verhältnissen in der Schweiz. Die energische, von der Landbevölkerung ausgehende Bewegung, die 1831 in der sogenannten Regeneration die Vorherrschaft des Adels und der Patrizier auf unblutige Weise beseitigt und mehreren Kantonen, darunter Zürich, liberale Verfassungen gegeben hatte, entsprach seinem Ideal. Von Metternichs Agenten wegen der „auf Deutschland influierenden Verhältnisse der Schweiz“ sorgfältig überwacht, lieferte er Korrespondentenberichte an Cottas Augsburger Allgemeine, an Brockhaus’ Blätter für literarische Unterhaltung, an Campes Telegraph für Deutschland und, ab 1842, an die von Karl Marx redigierte Rheinische Zeitung.
Auf Marx übte Schulz durch seine Studie Die Bewegung der Produktion und die darin anhand von Statistiken sorgfältig belegte Theorie der Verelendung einen Einfluss, der sich in den Ökonomisch-Politischen Manuskripten nachweisen lässt. Wie Marx sah Schulz die Polarisierung der Gesellschaft in arm und reich als notwendige Folge der kapitalistischen Produktionsweise. Im Gegensatz zu ihm betrachtete er die bürgerlichen Eigentumsverhältnisse als unveränderliches Ergebnis geschichtlicher Entwicklung und erwartete, ähnlich wie Lorenz von Stein, dessen Schriften er kannte, vom Sozialstaat und der christlichen Ethik die Aufhebung des gesellschaftlichen Widerspruchs. Die kommunistischen und anarchistischen Bewegungen erschienen ihm zwar als unvermeidliche Reaktion der Verelendeten auf das ausbeuterische Wirtschaftssystem und dessen Stütze, den absolutistischen Staat, ihre Methoden jedoch als verwerflich, ihre Ziele als illusionär und ihre Führer daher als gefährliche Phantasten und fanatische Schwärmer. Kommunismus und Nihilismus (als welchen er den doktrinären Atheismus der Linkshegelianer auffasste) bezeichnete er als „die Zwillingsbären, die aller Orten, wo sie sich einfressen, mit ihrer aufdringlichen Volksfreundschaft die heilige Sache der Befreiung des Volkes von Geistesdruck und Leibesnot gefährden und verpfuschen.“
Seine Warnungen vor Kommunismus und Anarchismus sprach Schulz auch in den betreffenden Stichwortartikeln des Rotteck-Welckerschen Staatslexikons aus. Für diese „Bibel des deutschen Liberalismus“ verfasste er über 50 Beiträge und viele Ergänzungen. Daneben veröffentlichte er im Literarischen Comptoir Zürich und Winterthur mehrere umfangreiche Bücher. Dieser Verlag gehörte den deutschen Emigranten Julius Fröbel und Adolf Ludwig Follen, Schulz’ altem Gießener Bekannten, und entwickelte sich Anfang der 1840er Jahre zu einem bedeutenden Publikationsort für deutsche „Zensurflüchtlinge“.
Hier erschien 1843 von Schulz anonym Der Tod des Pfarrers Friedrich Ludwig Weidig. Ein aktenmäßiger und urkundlich belegter Beitrag zur Beurteilung des geheimen Strafprozesses und der politischen Zustände Deutschlands. Weidig hatte den Hessischen Landboten mitverfasst und war – vier Tage nach Büchner – im Darmstädter Kerker unter zweifelhaften Umständen verstorben. Die hessische Justizbehörde stellte seinen Tod als Selbstmord dar. Schulz dokumentierte die unmenschlichen Haftbedingungen und schweren Misshandlungen Weidigs durch seine Inquisitoren, untersuchte seine Todesumstände und kam zum Schluss, dass Weidig mit großer Wahrscheinlichkeit von seinem Untersuchungsrichter Konrad Georgi und dessen Gehilfen zur Vertuschung der Übergriffe ermordet worden war. Schulz’ Anklage verursachte ähnlich wie später Zolas «J’accuse» einen innenpolitischen Sturm. Vergeblich versuchten die deutschen Regierungen, die Welle von Protesten gegen die Geheimjustiz einzudämmen. In der publizistischen Auseinandersetzung um Weidigs Tod griff Schulz wiederholt zur Feder. Mitverfasst von Welcker erschien 1845 die Schrift Geheime Inquisition, Zensur und Kabinettsjustiz in verderblichem Bunde. Schlussverhandlung mit vielen neuen Aktenstücken über den Prozeß Weidig. Doch war damit die Akte nicht geschlossen: „Die Wogen der Erregung über den Justizmord an Weidig gingen noch in der Revolution von 1848 hoch.“ Tatsächlich zählt die Beseitigung des Inquisitionsprozesses und der Geheimjustiz zu deren wenigen bleibenden Erfolgen. Schulz’ Anteil bei der Durchsetzung rechtsstaatlicher Prinzipien in politischen Strafverfahren wurde erst in jüngerer Zeit angemessen gewürdigt. Sein Biograph schreibt: „Die Einführung geordneter Rechtsprechung, die im Interesse der Gesamtbevölkerung lag und ohne die ein moderner Staat undenkbar ist, war zu keinem geringen Teil dem Kampf Wilhelm Schulz’ und seiner Gefährten zu danken.“

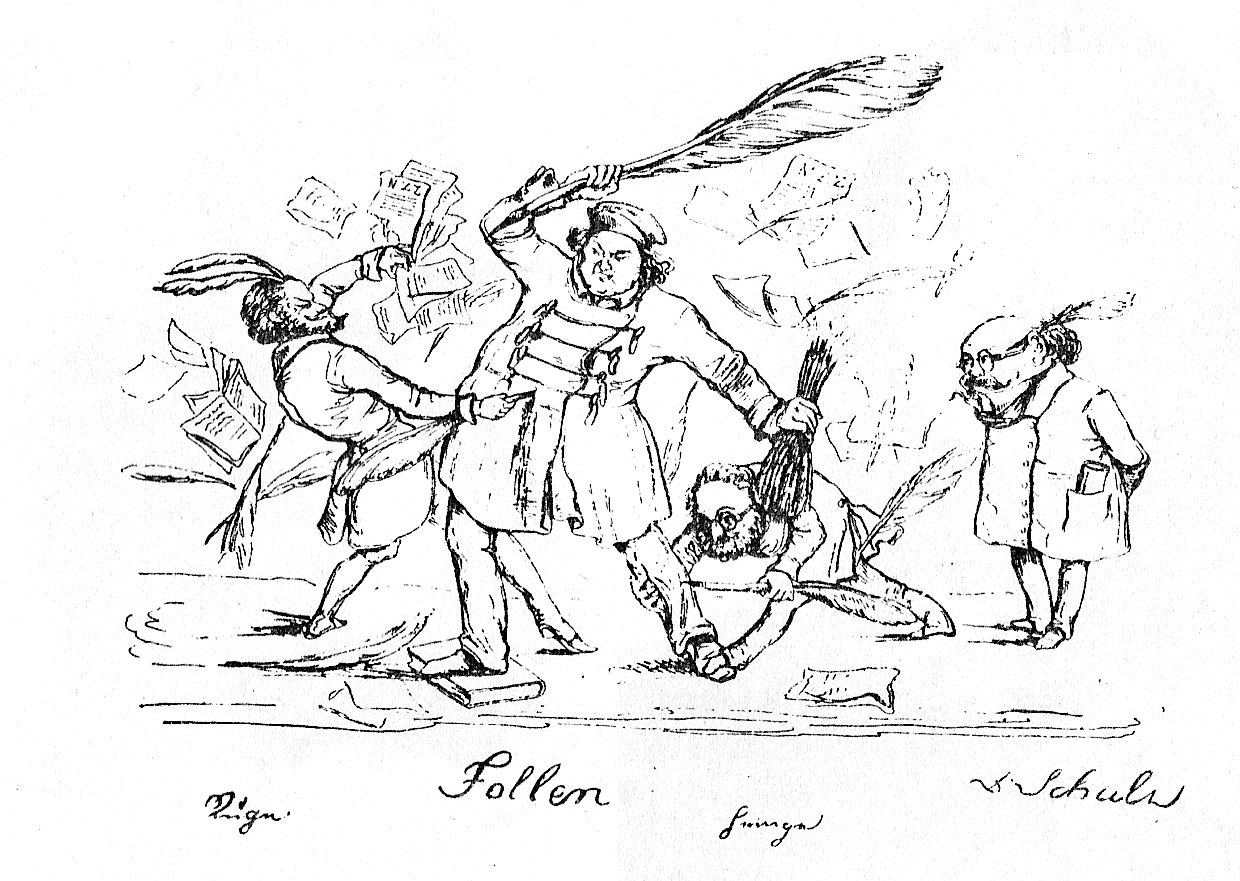
Der Zürcher Atheismusstreit 1845 (Ruge, Follen, Heinzen, Schulz). Karikatur eines unbekannten Zeichners.

Durch sein Arbeitspensum ließ Wilhelm Schulz sich nicht davon abhalten, zusammen mit seiner Frau eine Reihe von Freundschaften zu pflegen, vor allem mit Dichtern. Im Follenschen Haus „am Sonnenbühl“, dem Mittelpunkt der Zürcher Emigranten, begegnete er Georg Herwegh, Hoffmann von Fallersleben, Gottfried Keller und Ferdinand Freiligrath. 1845 nahmen Schulz und Keller für Follen Partei, als dieser mit Arnold Ruge und Karl Heinzen in den „Zürcher Atheismusstreit“ verwickelt war. Als Ruge Schulz’ persönliche Ehre angriff, forderte dieser ihn zum Duell. Ruge ging nicht auf die Forderung ein und begann ihn publizistisch zu bekämpfen.
Anfang 1847 starb Caroline Schulz nach schwerer Krankheit. Kurz vor ihrem Tod hatte sie eine Eheschließung ihrer langjährigen Freundin Katharina Bodmer mit Schulz für den Fall ihres Ablebens angebahnt. Tatsächlich heirateten die beiden im September 1847 am neuen Londoner Wohnsitz der Familie Freiligrath. Im Spätherbst desselben Jahres diente Schulz für die kurze Dauer des Sonderbundskriegs als Offizier im eidgenössischen Heer.

### Abgeordneter in der Frankfurter Nationalversammlung
Nach 13 Jahren Exil kehrte Wilhelm Schulz-Bodmer im März des Revolutionsjahres 1848 erstmals wieder auf deutschen Boden zurück und nahm an den Beratungen des Frankfurter Vorparlaments teil. Als dessen liberal-konservative Mehrheit die Zusammenarbeit mit dem „Fürstenbundestag“ beschloss, schwanden seine anfänglichen Hoffnungen auf eine deutsche Republik. Als Kandidat des Wahlkreises Hessen-Darmstadt versprach er seiner Wählerschaft, die eigene republikanische Gesinnung hintanzustellen und sich in der Nationalversammlung für die konstitutionelle Monarchie als künftige deutsche Staatsform einzusetzen. Den Versuch Struves und Heckers, durch weitere revolutionäre Aktionen in Baden das deutsche Volk mitzureißen und die Republik zu erzwingen, lehnte er als aussichtslos ab und sprach in seinem Wahlaufruf gar von einem „Verbrechen am deutschen Volk“.

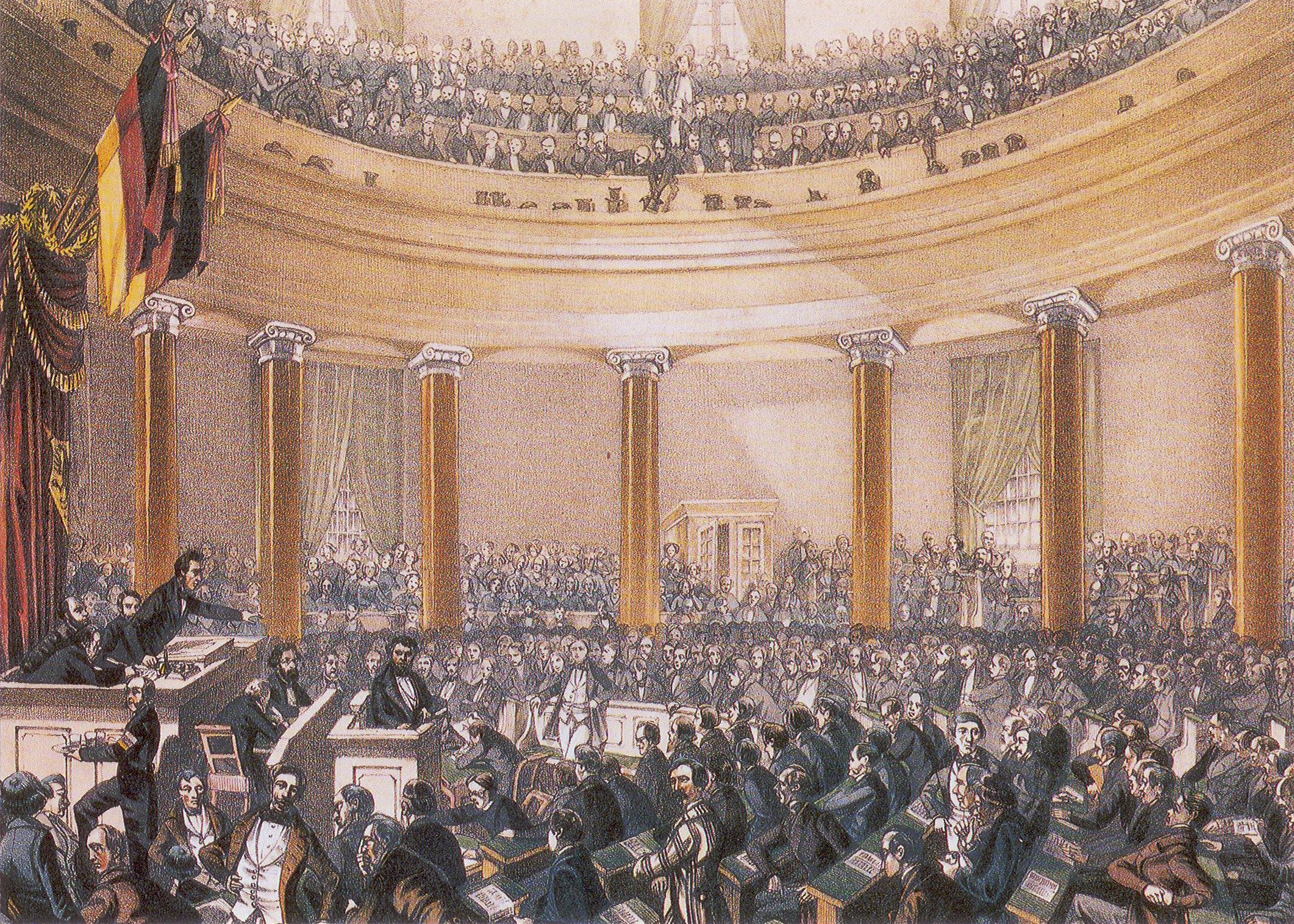
Sitzung der Nationalversammlung im Juni 1848; zeitgenössisches Gemälde von Ludwig von Elliott

Dennoch blieb Schulz sich bewusst, dass selbst das Minimalprogramm einer konstitutionellen Monarchie nur verwirklicht werden konnte, wenn das Parlament energische Maßnahmen zum Schutz gegen reaktionäre Übergriffe und zur Befestigung seines Ansehens in der Bevölkerung durchführte. So drängte er 10 Tage nach dem Zusammentreten der Paulskirchenversammlung auf
- Sofortmaßnahmen gegen Arbeitslosigkeit und wirtschaftliche Not der unteren Volksschichten
- Schaffung eines Milizheeres
- Einrichtung eines Exekutivausschusses zur Durchsetzung der Parlamentsbeschlüsse.

Seine Anträge und wiederholten Appelle fruchteten jedoch so wenig wie die der Gesamtheit der Linken, zu der er sich rechnete. Statt eines der Nationalversammlung verantwortlichen Exekutivausschusses wurde am 29. Juni ein Fürst zum Reichsverweser gewählt, statt eine Volksmiliz zu schaffen, beschloss das Parlament am 15. Juli die Aufstockung der weiterhin von reaktionären Offizieren kommandierten Heere des Deutschen Bundes. In der Polen-Debatte unterlag am 29. Juli der von Schulz mitunterstützte Antrag, die Teilung Polens „für ein schmachvolles Unrecht“ zu erklären, mit 101 gegen 331 Stimmen bei 26 Enthaltungen. In der Schleswig-Holstein-Frage erzielt die Linke zunächst einen knappen Mehrheitsbeschluss gegen den preußisch-dänischen Waffenstillstand, der jedoch am 16. September rückgängig gemacht wurde, worauf am 17. in Frankfurt ein blutiger Aufstand ausbrach. Das Ehepaar Schulz-Bodmer nahm am selben Tag in Darmstadt an einer Gedächtnisfeier am Grab Weidigs teil und kehrte erst nach Frankfurt zurück, als der Belagerungszustand wieder aufgehoben wurde. Nach der Aufsplitterung der Linken trat Schulz der Fraktion Westendhall, als „Linke im Frack“ verspottet, bei, ohne sich deren Programm, das keinerlei soziale Maßnahmen vorsah, zu eigen zu machen.
In der zweiten Hälfte des Jahres 1848 verlor das Paulskirchenparlament vollends seinen politischen Einfluss. Der Auflösung der Preußischen Nationalversammlung und der Ermordung Robert Blums während der Wiener Gegenrevolution hatten die Volksvertreter nichts außer papierenen Proklamationen entgegenzusetzen. Seine letzte größere Rede hielt Schulz am 23. November in der Debatte über das Bank- und Geldwesen in der zukünftigen Reichsverfassung. Er erinnerte die Versammlung an ihr Versäumnis, die im Volk populäre Idee einer Nationalbank zu verwirklichen und damit die Wirtschaftskrise zu beheben. Stattdessen habe sie sich militärisch und finanziell von der Gnade der Partikularstaaten abhängig gemacht und „statt der wirklichen Einheit nur einen umgekehrten Peter Schlehmil zustandegebracht, dem der Teufel zwar nicht den Schatten, wohl aber den Körper selbst gestohlen hat, um nur einen Schatten übrig zu lassen.“ Das Protokoll vermerkt dazu Wutausbrüche der Rechten.
Anfang 1849 ging es in den Debatten der Paulskirche um die Rolle Österreichs und Preußens im künftigen Bundesstaat und um die Frage, wer Kaiser werden sollte. Schulz hatte 1848 die Denkschrift über die internationale Politik Deutschlands veröffentlicht und darin die Einbeziehung Österreichs als südosteuropäische Ordnungsmacht und Gegengewicht gegen Preußen befürwortet. Auch hier kämpfte er auf verlorenem Posten: Die Versammlung entschied sich für die kleindeutsche Lösung und trug dem preußischen König die erbliche Kaiserwürde an. Nach der Zurückweisung der Kaiserdeputation beantragte Schulz am 23. April eine Reihe revolutionärer Maßnahmen, wie Absetzung aller Fürsten und des Reichsverwesers, sofern sie die Reichsverfassung nicht anerkannten, Wahl einer fünfköpfigen Reichsregentschaft, Einberufung aller jungen Männer zu den Waffen etc., Anträge, die wohl eher als verzweifelte Satire gemeint waren und die die bereits in Auflösung begriffene Versammlung belachte und an Ausschüsse überwies. Wochen später, nach der Niederschlagung des Dresdner Maiaufstands, und als das auf 104 Abgeordnete zusammengeschmolzene Rumpfparlament bereits nach Stuttgart geflüchtet war, wurden sie wieder hervorgezogen und beschlossen, – viel zu spät, um den Aufständen der Reichsverfassungskampagne noch irgendeinen politischen Rückhalt zu verschaffen. Die Gegenrevolution hatte gesiegt. Wilhelm Schulz-Bodmer, erneut als „politischer Verbrecher“ auf der Fahndungsliste, floh Anfang Juli zurück in die Schweiz.
In der noch 1849 in Frankfurt erschienenen Flugschrift: Deutschlands gegenwärtige politische Lage und die nächste Aufgabe der demokratischen Partei resümierte Schulz die Niederlage der deutschen Revolution mit den Worten:
„Eine von der Nation berechtigte und berufene Versammlung ließ die Macht, die ganze Heeresmacht und die ganze Finanzmacht in den Händen derselben Regierungen, deren Gewalt sie zur Rettung des gemeinsamen Vaterlandes beschränken sollte und wollte, und da sie sich dem eitlen Wahn hingab, durch Worte Geschichte machen zu können, so sind an dieser kolossalen Torheit die Hoffnungen der Nation gescheitert und haben vorerst daran scheitern müssen.“

### Zweites Exil in Zürich und militärpolitische Publizistik
Nach ihrer Rückkehr gründete Kitty Schulz-Bodmer in Zürich eine Privatschule für Mädchen und ermöglichte es damit ihrem Mann, sich ganz der wirtschaftlich-politischen Analyse des Heereswesens zu widmen.
Schulz teilte die Erwartungen der unterlegenen Linken auf einen baldigen Wiederaufschwung der Revolution und, als dieser ausblieb, ihre Hoffnung auf einen allgemeinen Kriegszug der westlichen Nationen gegen Russland als der Zentrale der absolutistischen Reaktion in Europa. Doch schien ihm der Erfolg eines solchen Krieges von vorausgegangenen tief greifenden Heeresreformen abhängig. 1855, nach dem Ausbruch des Krimkriegs, veröffentlichte er in Leipzig sein Hauptwerk Militärpolitik. Mit besonderer Beziehung auf die Widerstandskraft der Schweiz und den Kampf eines Milizheers gegen stehende Heere. Anknüpfend an Schriften des preußischen Offiziers und Demokraten Wilhelm Rüstow, der unweit Zürichs im Exil lebte, verurteilte er die Organisation stehender Heere als „militärische Sklaverei“, deren Nutzen in keinem Verhältnis zu den Kosten ständen, die sie den Völkern aufbürdeten. An ihrer Stelle propagierte er Volksheere nach nordamerikanischem und Schweizer Muster. Skeptisch geworden gegenüber der Zugkraft von Ideen wie Freiheit und Völkersolidarität, setzte er dabei mehr auf den menschlichen Egoismus und ersann zur Aufrechterhaltung von Disziplin und Kampfmoral im Volksheer ein System materieller Anreize. Nach den Worten seines Biografen war er sich mit Rüstow „darüber einig, dass zwischen militärischer und politischer Verfassung ein untrennbarer Zusammenhang bestand und dass sich die freiheitliche Staatsstruktur auch und vor allem im Heerwesen ausdrücken müsse.“ Schulz’ Ausführungen zum Krimkrieg und die darin enthaltenen Empfehlungen an Napoléon III. erlauben jedoch den Schluss, dass er im Gegensatz zu Rüstow, dem späteren Generalstabschef Giuseppe Garibaldis, der Ansicht war, die Umwandlung der stehenden Heere in Volksheere werde die ersehnten freiheitlichen Staatsverfassungen nach sich ziehen.
Die Militärpolitik fand nicht den Widerhall, die sich ihr Autor versprochen hatte. Im Glauben, dass der Materialismusstreit zwischen Carl Vogt und Rudolf Wagner, bei dem es um die Existenz einer unsterblichen Seele und den christlichen Schöpfungsglauben ging, seinem Buch das Publikum abspenstig gemacht habe, legte Schulz sich in einem Pamphlet mit beiden an, kanzelte aber besonders den ehemaligen Reichregenten Vogt ab. Damit verdarb er es um ein Haar mit seinem alten Freund Gottfried Keller, der sich in seiner Heidelberger Studienzeit unter dem Einfluss Ludwig Feuerbachs vom Gegner zum Anhänger des Atheismus gewandelt hatte. Zum Befremden seiner Freunde versuchte der von einem Augenleiden geplagte Schulz, sein Projekt Politikern und Militärpersonen, die er für einflussreich hielt, zur Kenntnis zu bringen, ja anzudienen. So wandte er sich wiederholt an den ehemaligen preußischen Gesandten in London Christian Karl Josias von Bunsen. Als dieser die Militärpolitik lobte, unterbreitete Schulz ihm eine zweite Schrift, Die Rettung der Gesellschaft aus den Gefahren der Militärherrschaft, in welcher er zur statistischen Untermauerung seiner These von der Barbarei und Nutzlosigkeit stehender Heere die Lehren des englischen Freihändlers und Befürworters der Abrüstung Richard Cobden aufgriff. Bunsen versprach, das Buch befreundeten englischen Politikern und Verlegern zu empfehlen, konnte aber nicht Wort halten.
Selbst durch diese Enttäuschung, die umso herber war, als Frau Kitty die Rettung der Gesellschaft bereits ins Englische übersetzt hatte, ließ Schulz sich nicht entmutigen. Im Mai 1859, am Vorabend des Sardinischen Kriegs, sieben Monate vor seinem Tod, veröffentlichte er die Broschüre Entwaffnung oder Krieg. Sein letzter dringender Appell an den Common sense gipfelte in den Worten:
„Keinen Krieg! Die vernichtende Strafe der öffentlichen Meinung über den Friedensbrecher! Die Völker und Regierungen wollen den Frieden, sie wollen die den Frieden verbürgende Entwaffnung! […] Der friedebrechenden Regierung nicht einen Centime mehr, nicht einen Soldaten mehr!“
Schulz’ Biograph erblickt in dieser Parole sein Vermächtnis: „Als entscheidenden Beitrag zur Kontroverse des Jahres 1859 sind seine pazifistischen Abrüstungslosungen anzusehen, die Allgemeingültigkeit beanspruchten und von bürgerlichen Demokraten folgender Generationen aufgegriffen werden sollten.“ So ging Schulz’ radikale Kritik an der Heeresverfassung seiner Zeit in die Formulierung ein, mit der Alfred Nobel 1896 testamentarisch den nach ihm benannten Friedenspreis stiftete: „Ein Teil dem, der am meisten oder besten für die Verbrüderung der Völker und für die Abschaffung oder Verminderung der stehenden Heere sowie für die Bildung und Austragung von Friedenskongressen gewirkt hat.“

## Bedeutung
Nach den Worten seines Biographen Walter Grab: „Dieser Mann mit dem Allerweltsnamen, hinter dem keine Massenbewegung, keine organisierte Partei stand, war der einzige politische Publizist Deutschlands, der während der gesamten Zeitspanne vom Sturz Napoleons bis zum Aufkommen einer eigenständigen Arbeiterbewegung, also über vierzig Jahre lang, die freiheitlichen Grundsätze der bürgerlichen Demokratie konsequent und unerschütterlich verfocht.“

## Werke

### Flugschriften, Bücher, Aufsätze (Auswahl)
- Frag- und Antwortbüchlein an den deutschen Bürgers- und Bauersmann über allerlei, was im deutschen Vaterland besonders Not tut. Deutschland [d. i. Frankfurt am Main] 1819. (Anonym erschienene Flugschrift.) Wider aufgelegt und herausgegeben durch Karl-Ludwig Ay, als Das Frag- und Antwortbüchlein des Darmstädtischen Offiziers Friedrich Wilhelm Schulz. In Zeitschrift für bayerische Landesgeschichte, Bd. 35 (1972), Verl. d. Kommission, München S. 728–770.
- Irrtümer und Wahrheiten aus den ersten Jahren nach dem letzten Kriege gegen Napoleon und die Franzosen. Darmstadt 1825. (Buchveröffentlichung der Artikelserie für die Zeitschrift Hesperus).
- Das Eine, was Deutschland Not tut. In: Allgemeine Politische Annalen. Hrsg. von Carl von Rotteck. 7. Bd., 1. Heft, Juli 1831, S. 1–44.
- An die versammelten Vertreter des deutschen Volks. In: Deutsche Tribüne. Ein Konstitutionelles Tagblatt. Hrsg. von August Wirth. Nr. 2, 2. Juli 1831.
- Über das zeitgemäße Verhältnis der Statistik zur Politik. In: Beilage zum Morgenblatt für gebildete Stände. Nr. 310, 25. November 1831. (Druckfassung von Schulz’ Erlanger Dissertation).
- Das Recht des deutschen Volkes und die Beschlüsse des Frankfurter Bundestages vom 28. Juli 1832. Deutschland [d. i. Frankfurt am Main] 1832. (Anonyme Flugschrift im Auftrag des Preß- und Vaterlandsvereins).
- Deutschlands Einheit durch Nationalrepräsentation. Stuttgart 1832.
- Über Bürgergarden, Landwehr und noch einiges andere, was damit in Verbindung steht. Ein Wort zur Beherzigung an Bürger und an Bauern. König, Hanau 1833.
- Die Bewegung der Production. Eine geschichtlich-statistische Abhandlung zur Grundlegung einer neuen Wissenschaft des Staates und der Gesellschaft. Zürich und Winterthur 1843. MDZ Reader (Neudruck mit einer Einleitung von Gerhard Kade. Glashütten im Taunus 1974).
- Der Tod des Pfarrers Dr. Friedrich Ludwig Weidig. Ein aktenmäßiger und urkundlich belegter Beitrag zur Beurteilung des geheimen Strafprozesses und der politischen Zustände Deutschlands. Zürich und Winterthur 1843. Digitalisat (Anonym erschienen. Fotomechanischer Nachdruck. Leipzig 1975).
- Geheime Inquisition, Zensur und Kabinettsjustiz in verderblichem Bunde. Schlussverhandlung mit vielen neuen Aktenstücken über den Prozeß Weidig. Braun, Karlsruhe 1845. (Digitalisat) (Mitverfasser: Carl Theodor Welcker).
- Die wahrhaftige Geschichte vom deutschen Michel und seinen Schwestern. Nach bisher unbekannten Quellen bearbeitet und durch sechs Bilder von M. Disteli erläutert. Zürich und Winterthur 1845. MDZ Reader (Anonym erschienen, Schulz’ größter  buchhändlerischer Erfolg.)
- Briefwechsel eines Staatsgefangenen mit seiner Befreierin. 2 Bdd. Mannheim 1846. BSB-Digitalisat: Bd. 1 und Bd. 2.
- Eine literarische Fehde über den neuphilosophischen Nihilismus. In: Blätter für literarische Unterhaltung. Nr. 104, Leipzig 14. April 1846.
- An die deutschen Männer in Dörfern und Städten. Darmstadt [Mai] 1848. (Flugblatt mit Schulz’ Wahlaufruf).
- Denkschrift über die internationale Politik Deutschlands. Darmstadt 1848. MDZ Reader
- Die österreichische Frage und das preußisch-deutsche Kaisertum. Eine in der Paulskirche nicht gehaltene Rede. Darmstadt 1849.
- Deutschlands gegenwärtige politische Lage und die nächste Aufgabe der demokratischen Partei. Literarische Anstalt, Frankfurt am Main 1849. (Digitalisat) (Analyse der Gründe für die Niederlage der Revolution.)
- Rezension der von Büchners Bruder Ludwig herausgegebenen Sammlung Nachgelassene Schriften von G. Büchner. In: Adolph Kolatschek (Hrsg.): Deutsche Monatsschrift für Politik, Wissenschaft, Kunst und Leben. 2. Jg. 2. Heft. Bremen 1851, S. 210–235. (Neudruck in: Walter Grab: Georg Büchner und die Revolution von 1848. Der Büchner-Essay von Wilhelm Schulz aus dem Jahr 1851. Text und Kommentar von Walter Grab. Unter Mitarbeit von Thomas Michael Mayer. Königstein im Taunus 1985. ISBN 3-7610-8310-6).
- Militärpolitik. Mit besonderer Beziehung auf die Widerstandskraft der Schweiz und den Kampf eines Milizheers gegen stehende Heere. Leipzig 1855.
- Die Rettung der Gesellschaft aus den Gefahren der Militärherrschaft. Eine Untersuchung auf geschichtlicher und statistischer Grundlage über die finanziellen und volkswirtschaftlichen, die politischen und sozialen Einflüsse des Heerwesens. Brockhaus, Leipzig 1859. (Digitalisat)
- Entwaffnung oder Krieg? Eine Denkschrift für den italienischen Kongreß. Brockhaus, Leipzig 1859. (Digitalisat)

### Enzyklopädische Artikel im Rotteck-Welckerschen Staatslexikon (Auswahl)
Von Schulz verfasste Artikel aus dem Rotteck-Welckerschen Staatslexikon:
- Afrika
- Ägypten seit 1845
- Anarchie
- Asien seit 1845
- Australien seit 1845
- Bevölkerung
- Cassel, Hessen-Cassel
- Communismus und Sozialismus
- Demagog
- Demokratie
- Dictatur
- Einheit
- Europa
- Italien
- Kunst
- Politische Arithmetik
- Revolution
- Runkelrübenzucker
- Spanien
- Staatskunde, Statistik
- Taktik und Strategie